# M1917 (Gewehr)

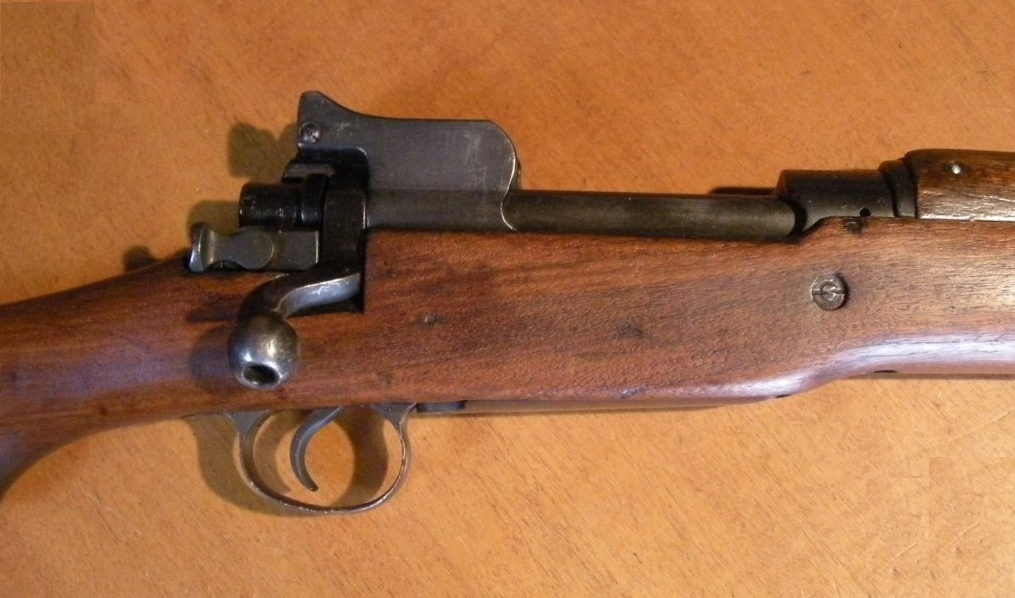
M1917-Gehäuse

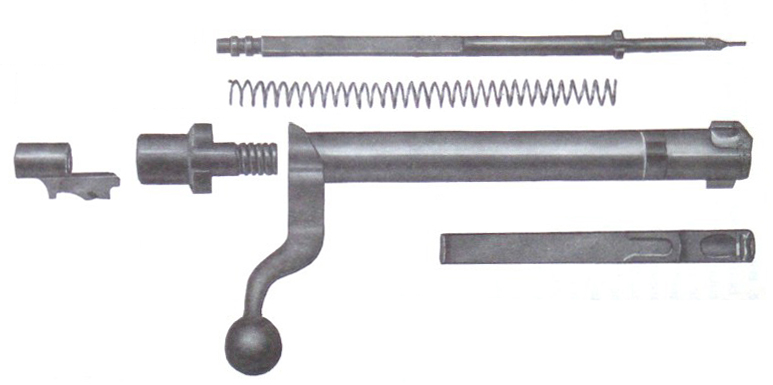
M1917-Verschluss System Mauser

Die US Rifle, .30 caliber, Model of 1917 (andere Bezeichnungen: U. S. Enfield Caliber .30 M1917 Rifle, M1917, P-17) ist ein Repetiergewehr mit einem Verschluss System Mauser im Kaliber .30-06 und wurde 1917 bei der US-Armee eingeführt.

## Geschichte, Einsatz
Mit dem Eintritt in den Ersten Weltkrieg stieg der Bedarf der US-Streitkräfte an Waffen. Es konnten nicht genug Springfield M1903 hergestellt werden und so wurde das System des für die britischen Streitkräfte in den USA produzierten Pattern 1914 Rifle im Kaliber .303 British übernommen. Hergestellt wurde es im US-Kaliber .30-06, dazu musste das Magazingehäuse an die randlose Patrone angepasst werden. Geladen wurde es mit dem Ladestreifen des Springfield M1903. Die Waffe wurde am 8. Oktober 1917 als US Rifle,. 30 caliber, Model of 1917 eingeführt.
Viele Angehörige der US-American Expeditionary Forces, die nach der Kriegserklärung der USA an das Deutsche Kaiserreich am 6. April 1917 nach Europa entsandt wurden, waren mit dem US Rifle,. 30 caliber, Model of 1917 bewaffnet. Da nach dem Krieg das Springfield M1903 als Standardgewehr eingeführt wurde, bestand für die Armee kein Bedarf mehr am M1917. Ein Teil wurde eingelagert, zur Bewaffnung der Nationalgarden ausgegeben oder am zivilen Markt verkauft.
Im Zweiten Weltkrieg wurden die eingelagerten Waffen wieder aus den Arsenalen geholt und überarbeitet. Zum Teil wurden neue Läufe eingebaut, die Waffen wurden für die Ausbildung verwendet. Im Jahre 1940 wurden 615.000 und 1941 nochmals 119.000 dieser Waffen im Rahmen der Lend-Lease-US-Hilfe nach Großbritannien zur Bewaffnung der Home Guard und von Sekundärtruppen geliefert. Damit diese im Kaliber .30-06 gebauten Gewehre nicht mit dem fast gleich aussehenden Vorgänger – dem Pattern 1914 Rifle im Kaliber .303 – verwechselt wurden, erhielten die M1917 einen roten Streifen auf dem Schaft.

## Technik
Der Zylinderverschluss verriegelt wie beim System Mauser direkt hinter dem Patronenlager, doch im Gegensatz zu diesem handelt es sich um einen Schließspanner. Der Sicherungshebel liegt hinten rechts am Verschlussgehäuse. Das Magazin fasst 6 Schuss, obwohl die Standard-Ladestreifen, die zum Gewehr ausgegeben wurden, nur 5 Schuss enthalten. Der durch einen massiven Rahmen geschützte Diopter kann in Stufen von 100 yd (91,4 m) von 200 bis 900 yd und weiter in Stufen von 50 yd bis 1600 yd Schussweite verstellt werden. Zur Feineinstellung des Diopters dient ein Nonius, zur Einregulierung der Seitenrichtung eine Schraube.